# Patskov
 (octobre 2012).
Patskov (en russe : Пацков) ou Patskaw (en biélorusse : Patskaў) est un petit village du raïon de Brahine, dans la voblast de Homiel, en Biélorussie.

## Géographie
Patskov était situé à 1 km du centre administratif du raïon, la commune urbaine de  Brahine, sur la rive d'une petite rivière, la Braguinka. 

## Histoire
Selon la décision de la commission exécutive régionale de Gomel de 17 novembre 2005, Patskov a été exclu de l'enregistrement de liste des colonies. Le village n'existe plus.